# Усі ранки світу
«Усі ранки світу» (фр. Tous Les Matins Du Monde) — французький фільм-драма режисера Алена Корно, поставлений у 1991 році за однойменним романом Паскаля Кіньяра. Фільм змагався в основній конкурсній програмі 42-го Берлінського кінофестивалю (1992); отримав 7 нагород премії «Сезар» з 11 категорій, у яких він номінувався .

## Сюжет
XVII століття, Франція. Молодий віолончеліст Марен Маре настільки талановитий в музиці, що абсолютно всі його наставники в захопленні від нього, а для самого Марена вже немає потреби займатися на звичайних заняттях. Монсеньйор Сент-Коломб — єдина людина, яка зберігає всі таємниці музичного мистецтва і може перетворити звичайний талант у справжню геніальність. Колись він був визнаним віртуозом, а тепер є невтішним відлюдником, що ховається від усього світу після смерті дружини. Він готовий ділити своїми знаннями тільки з доньками, відкидаючи всіх інших. Але для Марена він робить виняток і тепер в житті юнака повинен настати дивовижний період. Але все руйнується після того, як Марен закохується в дочку свого вчителя. Однак він не збирається відступати від мети, тому готовий піти на обман.

## У ролях
| Актор(ка)        |   | Роль                   |
| ---------------- | - | ---------------------- |
| Жан-П'єр Мар'єль | • | монсеньйор Сент-Коломб |
| Жерар Депардьє   | • | Марен Маре             |
| Анн Броше        | • | Мадлен                 |
| Гійом Депардьє   | • | молодий Марен Маре     |
| Кароль Рішер     | • | Туанетт                |
| Мішель Буке      | • | Божін                  |
| Жан-Клод Дрейфус | • | аббат Метью            |
| Жан- Марі Пурьє  | • | монсеньйор де Бюре     |
| Міріам Буає      | • | Гуїнотт                |

## Музика
Саундтрек до кінофільму складений з музики Марена Маре, Франсуа Куперена, Жан-Батист Люллі, Сент-Коломба а також народної французької музики.

## Нагороди та номінації
| Нагороди та номінації | Нагороди та номінації                 | Нагороди та номінації                            | Нагороди та номінації                 | Нагороди та номінації | Нагороди та номінації |
| Рік                   | Нагорода                              | Категорія                                        | Номінант                              | Результат             |                       |
| --------------------- | ------------------------------------- | ------------------------------------------------ | ------------------------------------- | --------------------- | --------------------- |
| 1991                  | Приз Луї Деллюка                      | Найкращий режисер                                | Ален Корно                            | Перемога              |                       |
| 1992                  | Берлінський міжнародний кінофестиваль | Золотий ведмідь                                  | Ален Корно                            | Номінація             |                       |
| 1992                  | Премія «Сезар»                        | Найкращий фільм                                  | Усі ранки світу                       | Перемога              |                       |
| 1900                  | Премія «Сезар»                        | Найкращий режисер                                | Ален Корно                            | Перемога              |                       |
| 1900                  | Премія «Сезар»                        | Найкращий актор                                  | Жан-П'єр Мар'єль                      | Номінація             |                       |
| 1900                  | Премія «Сезар»                        | Найкращий актор другого плану                    | Гійом Депардьє                        | Номінація             |                       |
| 1900                  | Премія «Сезар»                        | Найкраща акторка другого плану                   | Анн Броше                             | Перемога              |                       |
| 1900                  | Премія «Сезар»                        | Найкращий оригінальний або адаптований сценарій  | Паскаль Кіньяр, Ален Корно            | Номінація             |                       |
| 1900                  | Премія «Сезар»                        | Найкраща операторська робота                     | Ів Анжело                             | Перемога              |                       |
| 1900                  | Премія «Сезар»                        | Найкраща музика до фільму                        | Жорді Савалль                         | Перемога              |                       |
| 1900                  | Премія «Сезар»                        | Найкращий дизайн костюмів                        | Корін Жоррі                           | Перемога              |                       |
| 1900                  | Премія «Сезар»                        | Найкраще звукове оформлення фільму               | Анна Ле Кампіон, П'єр Гаме, Жерар Лам | Перемога              |                       |
| 1900                  | Премія «Сезар»                        | Найкращий монтаж                                 | Марі-Жозеф Іойотт                     | Номінація             |                       |
| 1992                  | Національна рада кінокритиків США     | Один з найкращих у топ-5 фільмів іноземною мовою | Усі ранки світу                       | Перемога              |                       |
| 1993                  | Золотий глобус                        | Найкращий фільм іноземною мовою                  | Усі ранки світу                       | Номінація             |                       |